# Harry Grant

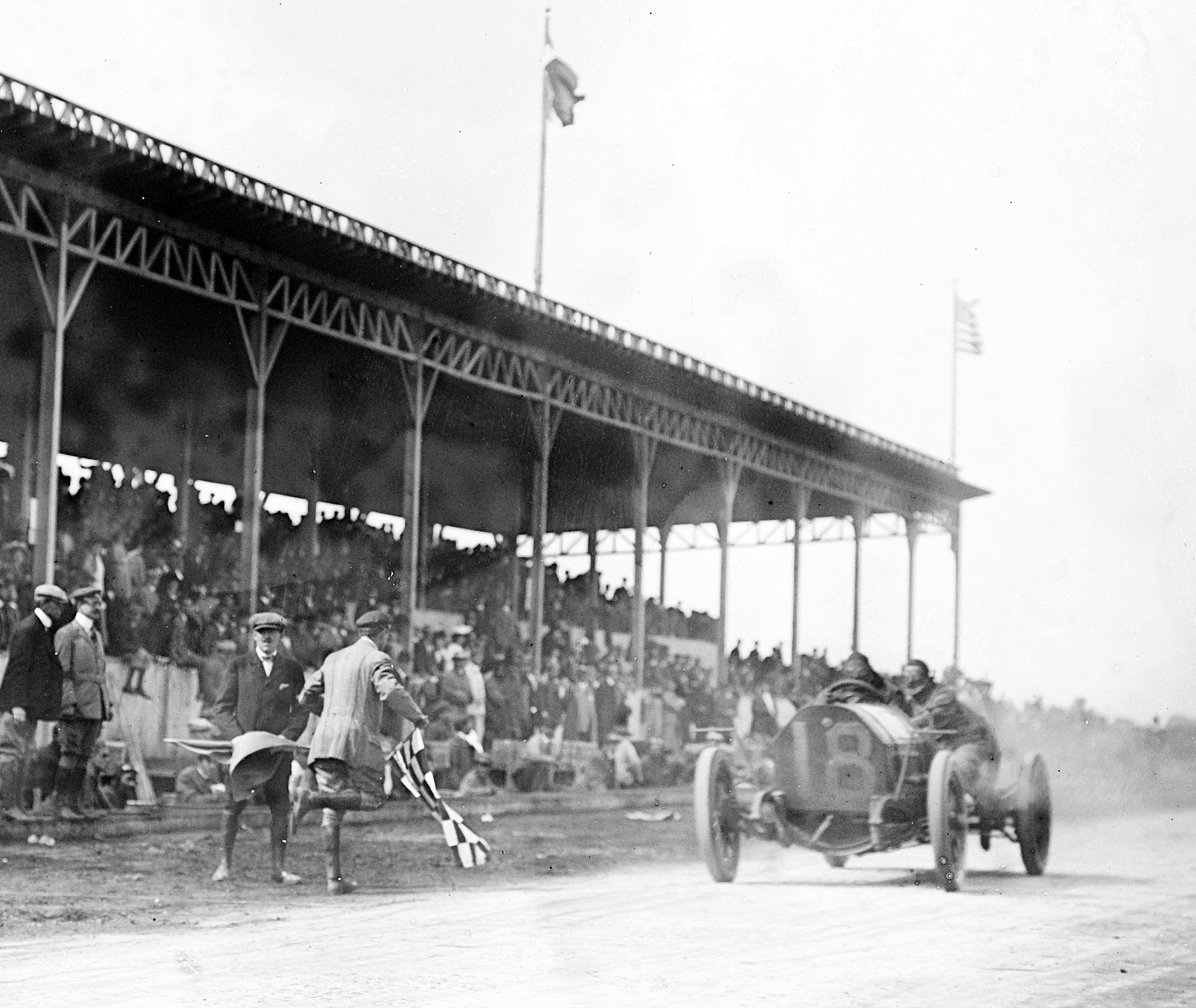
Grant az 1910-es Vanderbilt-kupa leintésekor

Harry Grant (Cambridge, Massachusetts, 1877. július 10. – Sheepshead Bay, Brooklyn, 1915. október 8.) amerikai autóversenyző.

## Pályafutása
1909-ben és 1910-ben győzött a neves Vanderbilt-kupán.
1911 és 1915 között négy alkalommal állt rajthoz az Indianapolisi 500 mérföldes versenyen. Legjobb eredményét az 1915-ös futamon érte el, amikor is ötödikként ért célba.
1915. október 8-án az Astor kupára való felkészülés közben balesetet szenvedett, melyben életét vesztette.

## Eredményei

### Indy 500
| Év       | Rajtszám | Rajthely | Eredmény | Körök | Élen | Kiesés oka |
| -------- | -------- | -------- | -------- | ----- | ---- | ---------- |
| 1911     | 19       | 17       | 33       | 51    | 0    | ?          |
| 1913     | 26       | 6        | 24       | 14    | 0    | ?          |
| 1914     | 27       | 26       | 7        | 200   | 0    |            |
| 1915     | 15       | 11       | 5        | 200   | 0    |            |
| Összesen | Összesen | Összesen | Összesen | 465   | 0    |            |

| Indulás  | 4 |
| Pole p.  | 0 |
| Első sor | 0 |
| Győzelem | 0 |
| Top 5    | 1 |
| Top 10   | 2 |
| Kiesett  | 2 |